# محمد رضایی (کشتی‌گیر، زاده ۱۳۵۷)
محمد رضایی (زادهٔ ۱ فروردین ۱۳۵۷) کشتی‌گیر، آزادکار اهل نهاوند، ایران است.
وی در مسابقات قهرمانی کشتی آسیا ۲۰۰۶ به مدال طلا دست‌یافت. همچنین در بازی‌های آسیایی ۲۰۰۲ موفق به کسب مدال برنز شد. (هر ۲ مدال در وزن ۵۵ کیلوگرم)